# Orlando Cruz
Orlando Cruz Torres (* 1. Juli 1981 in Yabucoa) ist ein puerto-ricanischer Profiboxer. Cruz outete sich als erster Boxer während seiner Profikarriere als homosexuell. Zuvor hatten sich bereits nach ihrer Karriere Mark Leduc und Emile Griffith geoutet.

## Werdegang
Cruz begann im Alter von sieben Jahren mit dem Boxsport und gewann als Amateur 178 von 189 Kämpfen. Er wurde siebenmal puerto-ricanischer Meister und nahm nach dem Gewinn der amerikanischen Qualifikation in Buenos Aires an den Olympischen Sommerspielen 2000 in Sydney teil, wo er jedoch im Bantamgewicht bereits in der Vorrunde knapp mit 10:11 nach Punkten gegen Hichem Blida aus Algerien unterlag.
Seinen ersten Profikampf gewann er am 15. Dezember 2000 durch K. o. in der ersten Runde. Nach zwölf weiteren Siegen in Folge, darunter gegen sieben Boxer mit positiven Kampfbilanzen, kämpfte er im Juni 2007 ein Unentschieden gegen Jesús Salvador Pérez. Nach einem folgenden Punktesieg gegen Wilfredo Acuna (11 Siege – 2 Niederlagen), gewann er am 22. März 2008 den Weltmeistertitel der international eher unbedeutenden IBA im Federgewicht; er besiegte dabei Carlos Guevara (11-5) einstimmig nach Punkten. Am 16. Januar 2009 besiegte er überraschend den ungeschlagenen Mexikaner Leonilo Miranda (30-0, 28 K. o.) durch K. o. in der fünften Runde.
Im September 2009 unterlag er vorzeitig gegen Cornelius Lock und im Februar 2010 ebenfalls vorzeitig gegen Daniel Ponce de León. Nach diesen beiden Niederlagen gewann er jedoch durch K. o. in der ersten Runde gegen Michael Franco (19-0), die Lateinamerikanische Meisterschaft der WBO im Federgewicht. Den Titel verteidigte er anschließend gegen Alejandro Delgado (15-5), Jorge Pazos (19-4) und Aalan Martinez (14-1).
Am 12. Oktober 2013 kämpfte er in Las Vegas um die Weltmeisterschaft der WBO im Federgewicht, wurde aber vom dreifachen Titelträger Orlando Salido durch K. o. in der 7. Runde besiegt. Im April 2014 verlor er zudem nach Punkten gegen Gamalier Rodríguez (23-2). 2015 besiegte er Edwin Lopez (25-4) und Gabino Cota (18-4), wodurch er Nordamerikanischer Meister der WBO wurde.
Im November 2016 verlor er beim Kampf um den WBO-Weltmeistertitel im Leichtgewicht gegen Terry Flanagan. 2017 verlor er gegen Jose Lopez (18-1) und boxte 2018 ein weiteres unentschieden gegen Lamont Roach (16-0).